# Nordsjön (Skillingmarks socken, Värmland)
Nordsjön är en sjö i Eda kommun i Värmland och ingår i Göta älvs huvudavrinningsområde. Sjön är 13 meter djup, har en yta på 0,801 kvadratkilometer och befinner sig 125,9 meter över havet. Sjön avvattnas av vattendraget Buåa. Vid provfiske har bland annat abborre, braxen, gers och gädda fångats i sjön.

## Delavrinningsområde
Nordsjön ingår i det delavrinningsområde (664566-128589) som SMHI kallar för Inloppet i Hångstadviken. Medelhöjden är 165 meter över havet och ytan är 6,59 kvadratkilometer. Räknas de 2 avrinningsområdena uppströms in blir den ackumulerade arean 89,44 kvadratkilometer. Buåa som avvattnar avrinningsområdet har biflödesordning 3, vilket innebär att vattnet flödar genom totalt 3 vattendrag innan det når havet efter 347 kilometer. Avrinningsområdet består mestadels av skog (65 procent) och öppen mark (11 procent). Avrinningsområdet har 0,8 kvadratkilometer vattenytor vilket ger det en sjöprocent på 12,1 procent.

## Fisk
Vid provfiske har följande fisk fångats i sjön:
- Abborre
- Braxen
- Gärs
- Gädda
- Lake
- Löja
- Mört
- Nors